# Pemfèrids
Pempheridae és una família de peixos de l'ordre dels perciformes.

## Gèneres
Hi ha 26 espècies dividides en dos gèneres:
- Gènere Parapriacanthus
  - Parapriacanthus dispar (Herre, 1935).
  - Parapriacanthus elongatus (McCulloch, 1911).
  - Parapriacanthus marei Fourmanoir, 1971.
  - Parapriacanthus ransonneti Steindachner, 1870.
- Gènere Pempheris
  - Pempheris adspersa Griffin, 1927.
  - Pempheris adusta Bleeker, 1877.
  - Pempheris affinis McCulloch, 1911.
  - Pempheris analis Waite, 1910.
  - Pempheris compressa (White, 1790).
  - Pempheris japonica Döderlein, 1883.
  - Pempheris klunzingeri McCulloch, 1911.
  - Pempheris mangula Cuvier, 1829.
  - Pempheris molucca Cuvier, 1829.
  - Pempheris multiradiata Klunzinger, 1880.
  - Pempheris nyctereutes Jordan & Evermann, 1902.
  - Pempheris ornata Mooi & Jubb, 1996.
  - Pempheris otaitensis Cuvier, 1831.
  - Pempheris oualensis Cuvier, 1831.
  - Pempheris poeyi Bean, 1885.
  - Pempheris rapa Mooi, 1998.
  - Pempheris schomburgkii Müller & Troschel, 1848.
  - Pempheris schreineri Miranda-Ribeiro, 1915.
  - Pempheris schwenkii Bleeker, 1855.
  - Pempheris vanicolensis Cuvier, 1831.
  - Pempheris xanthoptera Tominaga, 1963.
  - Pempheris ypsilychnus Mooi & Jubb, 1996.